# Alexander Foote
Allan Alexander Foote (* 13. April 1905 in Liverpool; † 1. August 1957 in London) war ein britischer Funker und Doppelagent (Deckname Jim) im Zweiten Weltkrieg. Er galt als Mitglied des sowjetischen Spionageringes „Rote Drei“, wie die Rote-Kapelle-Gruppen in der Schweiz genannt werden. Er arbeitete für den sowjetischen Militärnachrichtendienst GRU sowie für den britischen MI6.

## Leben
Foote stammte ursprünglich aus Yorkshire in England und hatte in den 1930er Jahren zunächst einige Zeit in Spanien verbracht und während des Bürgerkrieges für die republikanische Seite gekämpft. Daraufhin wollte er seine Tätigkeit für die kommunistische Seite fortsetzen und meldete sich als Freiwilliger für den Untergrund. Er kam in Kontakt mit Ursula Hamburger in der Schweiz und wurde Funker von Sándor Radó, arbeitete aber auch für Noel Field und Jules Humbert-Droz. Er war unter anderem mitverantwortlich für die Funkübertragung von Informationen, die von Rudolf Rößler unter den Kennnamen Lucy zusammengetragen wurden. Als die schweizerische Polizei 1943 einen Großteil der Operation lahmlegte, wurde Foote festgenommen und später ausgewiesen.
Im Oktober 1947 wurde Alexander Foote vom Schweizer Militärgericht 1 A wegen Spionage zum Nachteil eines fremden Staates und anderer Gesetzesverstöße in Abwesenheit zu zweieinhalb Jahren Zuchthaus, 800 Franken Buße und fünfzehnjähriger Landesverweisung verurteilt.
Nach dem Zweiten Weltkrieg verbrachte Foote einige Zeit im Ostblock und kehrte dann in den Westen zurück, wo er 1949 sein Buch A Handbook for Spies veröffentlichte. Ab 1954 erschien von ihm im Spiegel die Reihe Aus dem Kriegstagebuch eines Sowjetspions.

## Tätigkeit als Doppelagent
Die nahezu unglaubwürdig schnellen, umfangreichen und akkuraten Informationen, die der Lucy-Spionagering geliefert hatte, erregten den Verdacht aller Beteiligten. Da Foote eine Schlüsselstellung in der Übertragung innehatte, die Informationen in seinem Buch an manchen Stellen auffällig waren und er so leicht in den Westen hatte zurückkehren können, wurde teilweise vermutet, dass er vielleicht ein britischer Doppelagent gewesen sei, und einige oder gar die meisten der übermittelten Informationen von Großbritannien über ihn an Rößler und dann nach Moskau gelangt sein könnten. Nach unterschiedlichen Quellen war Foote tatsächlich ein Doppelagent des MI6, wovon Rado nichts wusste, da er diese Meldungen von Rößler mit der „Quellen“angabe Werther erhielt. Nach der Aufdeckung von Rados Gruppe und seiner Flucht aus der Schweiz traf Rado Foote in Paris und beide erhielten den Befehl, umgehend nach Moskau zurückzukehren. Beide reisten am 6. Januar 1945 mit einem sowjetischen Militärflugzeug über Ägypten nach Moskau. Beim Auftanken in Kairo verließ Rado die Maschine. In Moskau wurde Foote einem intensiven Verhör (Folter) unterzogen, um seine Loyalität zu überprüfen und eine eventuelle Doppelagententätigkeit aufzudecken. Nachdem er die Befragung erfolgreich überstanden hatte, erhielt er eine neue Identität als Major Granatow. Indem er sich dann unter dem Namen Albert Müller als Deutscher ausgab, reiste er zunächst mit dem Auftrag in das Nachkriegs-Berlin, später nach Argentinien weiterzureisen und dort in die Kreise entflohener Nazis einzudringen.
Im März 1947 tauchte allerdings ein weiterer sowjetischer Agent auf, der offensichtlich Footes Verbindung zu den Briten aufdecken konnte. Foote gelang es, der russischen Kontrolle zu entkommen, indem er in den britischen Sektor Berlins floh.

## Publikationen
- A Handbook for Spies, London 1949, 2. Auflage London 1964
  - deutsch: Handbuch für Spione. Leske Darmstadt 1954
- LUCY CONTRA OKH. In: Der Spiegel. Nr. 9, 1954 (online – 24. Februar 1954).
  - LUCY CONTRA OKH. 1. Fortsetzung. In: Der Spiegel. Nr. 10, 1954 (online – 3. März 1954).
  - LUCY CONTRA OKH. 2. Fortsetzung. In: Der Spiegel. Nr. 11, 1954 (online – 10. März 1954).
  - LUCY CONTRA OKH. 3. Fortsetzung. In: Der Spiegel. Nr. 12, 1954 (online – 17. März 1954).
  - LUCY CONTRA OKH. 4. Fortsetzung. In: Der Spiegel. Nr. 13, 1954 (online – 24. März 1954).
  - LUCY CONTRA OKH. 5. Fortsetzung und Schluß. In: Der Spiegel. Nr. 14, 1954 (online – 31. März 1954).